# Манаський епос
Мана́с — киргизький народний епос.
Перші записи епосу зробили в 1850—1860-ті Чокан Валіханов та Вільгельм Радлов. Найповніші варіанти записано на початку ХХ століття.

## Структура і зміст
Манас містить понад 500 000 віршованих рядків. Деякі легенди й казки «Манаса» створено ще за дофеодальних часів. В епосі відображено багатовікову боротьбу киргизького народу проти зовнішніх ворогів, показано побут, звичаї, культуру народу.
Головні герої — народний богатир Манас, його син Семетей і онук Сейтек. Центральний сюжет оповіді — подвиги Манаса з метою об'єднання всіх киргизів.
«Манас» — колективний витвір багатьох поколінь співців-манасчі.

## Влив «Манаса» на сучасну мас-культуру
Свого часу «Манас» справив значний націотворчий вплив на формування киргизької нації, як наприкінці XIX століття, так і в часи Киргизької РСР, і особливо з 1990-х у незалежному Киргизстані.
Ім'ям Манаса названо аеропорт у місті Бішкек, а орден Манаса — є найвищою нагородою країни.

## Переклади
- узбецькою: Акбаров Султан Умарович;